# 石川県道213号仮生堅田線
石川県道213号仮生堅田線（いしかわけんどう213ごう けしょうかただせん）は、石川県河北郡津幡町と同県金沢市を結ぶ一般県道（石川県道）である。

## 路線概要
- 起点：石川県河北郡津幡町字仮生チ135番先（＝仮生新橋詰・石川県道212号中尾津幡線上、石川県道214号仮生末友線交点）
- 終点：石川県金沢市不動寺町イ51番3地先（＝不動寺橋詰・国道359号線交点）

## 接続道路
- 石川県道212号中尾津幡線、石川県道214号仮生末友線（河北郡津幡町仮生・仮生新橋詰：起点）
- 国道359号（金沢市中尾町および同市不動寺町）

## 重複区間
- 石川県道212号中尾津幡線（河北郡津幡町仮生 - 金沢市中尾町）
- 国道359号（金沢市中尾町 - 同市南千谷町）

## 周辺施設
- 材木川
- 石川ゴルフ倶楽部
- 旭日もくようクラブ（旧金沢市立上平小学校）
- 松根城跡
- チェリーゴルフクラブ 金沢東コース
- 金沢市立朝日小学校（2015年閉校）
- ドリームタウンつづみ野（新興住宅地）
- 深谷温泉
- 金沢市立不動寺小学校
- 北陸自動車道 金沢森本インターチェンジ
- 国道159号金沢東部環状道路（金沢外環状道路山側幹線）